# Duris de Samos
Duris de Samos (en grec antic Δοῦρις ὁ Σάμιος) fou un atleta, historiador i home d'estat grec natural de Samos. Era descendent d'Alcibíades i germà de Linceu. La primera part de la seva vida correspon al període en què els atenesos van deportar els habitants de Samos i hi van introduir 2.000 clerucs, l'any (352 aC), quan ell devia ser un infant. Durant la seva absència de l'illa, Duris va obtenir una victòria en boxa als jocs olímpics i se li va erigir una estàtua amb una inscripció, que descriu Pausànias. L'any de la victòria és desconegut, però és posterior al 352 aC i anterior al 324 aC, l'any que els habitants de Samos van poder tornar a la seva illa. Segurament va viure a Atenes, ja que el seu germà és mencionat entre els deixebles de Teofrast per Ateneu de Nàucratis. A la tornada a l'illa, va assolir la tirania per mitjans desconeguts, però no se sap res d'aquest govern, ni tan sols el temps que va exercir el poder. Va viure almenys fins al 281 aC, perquè menciona un fet d'aquest any en una de les seves obres, segons diu Plini el Vell.

## Obres
Va escriure nombroses obres, la majoria d'història. Les seves obres, de les que només es conserven alguns fragments dispersos, són:
- 1. Ἡ τῶν Ἑλληνικῶν ἱστορία (Història de Grècia) segons Diodor de Sicília o, simplement, Ἰστορίαι. Començava amb les morts de tres prínceps, Amintes, pare de Filip II de Macedònia, Agesípolis II d'Esparta i Jàson de Feres l'any 370 aC, i seguia la història fins al 281 aC. Probablement l'obra es dividia en 28 llibres. Alguns autors antics mencionen una obra seva sota el títol de Μακεδονικά (Història de Macedònia) però podria ser un dels llibres de l'obra.
- 2. Περὶ Ἀγαθοκλέα ἱστορίαι Història d'Agàtocles en diversos llibres. Suides en cita el tercer amb el nom Σαμίων ὧροι, Annals de Samos.
- 3. Σαμίων ὧροι, (Annals de la història de Samos) en almenys 12 volums
- 4. Περὶ Εὐριπίδου καὶ Σοφοκλέους (Sobre Eurípides i Sòfocles), probablement la mateixa obra que Περὶ τραγῳδίας (Sobre les tragèdies), citat per Ateneu de Nàucratis.
- 5. Περὶ νόγῶν (Sobre les lleis), segons l'Etymologicum Magnum
- 6. Περὶ ἀγώνων (Sobre els jocs), que citen Joan Tzetzes i Foci.
- 7. Περὶ ζωγραφίας (Sobre la pintura), citat per Diògenes Laerci.
- 8. Περὶ τορευτικῆς (Sobre els escultors, probablement el mateix que l'anterior)
- 9. Λιβυκά (Història de Líbia), citat per Foci.

Sembla que Duris no tenia gaire bona reputació entre els antics. Ciceró diu d'ell que va ser diligent en escriure història i Dionís d'Halicarnàs considera que no va tenir prou cura en la forma de les seves obres. Plutarc també posa en dubte la seva veracitat històrica, però no n'explica els motius.